# Justin Martinez
Justin Martinez, född 14 juli 1980 i Tucson i Arizona, är en amerikansk filmregissör, filmfotograf, konstnär för visuella effekter, manusförfattare och producent. Han är en av skaparna till filmkollektivet Radio Silence, som är kända för sitt arbete med bland annat V/H/S, Devil's Due och Southbound.

## Filmografi

### Filmer
- 2012 – V/H/S
- 2014 – Devil's Due
- 2015 – Southbound